# Anopheles xelajuensis
Anopheles xelajuensis är en tvåvingeart som beskrevs av Leon 1938. Anopheles xelajuensis ingår i släktet Anopheles och familjen stickmyggor. Inga underarter finns listade i Catalogue of Life.